# Liste der griechischen Botschafter in Osttimor

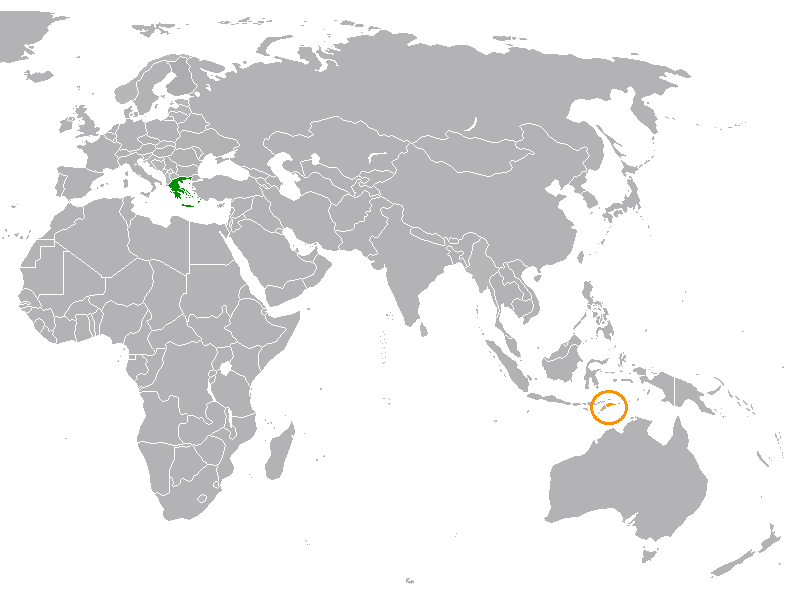
Griechenland (grün) und Osttimor (orange)

Diese Liste führt die griechischen Botschafter in Osttimor auf. Der Botschafter hat seinen Sitz in der griechischen Botschaft in Singapur.

## Hintergrund
Osttimor und Griechenland nahmen am 4. April 2003 diplomatische Beziehungen auf.

## Liste der Botschafter
| Amtszeit         | Name                | Anmerkungen                                                                                 |              |
| Griechenland     | Griechenland        | Griechenland                                                                                | Griechenland |
| ---------------- | ------------------- | ------------------------------------------------------------------------------------------- | ------------ |
|                  | ?                   |                                                                                             |              |
| 2016– ?          | George A. Dogoritis | Akkreditierung: 15. Juni 2016                                                               |              |
| 2019–2020        | Konstantina Koliou  | Akkreditierung: 15. Oktober 2019                                                            |              |

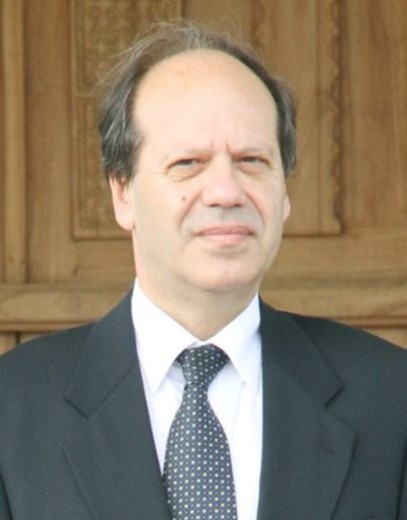
George A. Dogoritis (2016)

| seit 2024 (2020) | Georgios Dogoritis  | seit 27. Oktober 2020 in Singapur akkreditiert Akkreditierung in Osttimor: 19. Februar 2024 |              |